# Uttar Mahammadpur
Uttar Mahammadpur é uma vila no distrito de Murshidabad, no estado indiano de Bengala Ocidental.

## Demografia
Segundo o censo de 2001, Uttar Mahammadpur tinha uma população de 6192 habitantes. Os indivíduos do sexo masculino constituem 51% da população e os do sexo feminino 49%. Uttar Mahammadpur tem uma taxa de literacia de 33%, inferior à média nacional de 59,5%: a literacia no sexo masculino é de 42% e no sexo feminino é de 24%. Em Uttar Mahammadpur, 24% da população está abaixo dos 6 anos de idade.